# Ulva compressa
Espèce
Ulva compressa, autrefois nommée Enteromorpha compressa, est une espèce d'algues vertes de la famille des Ulvaceae. Elle est parfois appelée « entéromorphe » ou « cheveux de mer ».

## Description morphologique
Cette algue présente un thalle constitué de lanières étroites (1 ou 2 cm de largeur), creuses (tubes), ramifiées, pouvant atteindre 30 cm de longueur. Ces tubes de couleur verte sont le plus souvent aplatis et ont une extrémité qui peut être plus large ou plus étroite que la base.

## Répartition et habitat
Ulva compressa pousse sur substrat ferme et peut même se développer sur un objet flottant. Bien que marine, elle peut se développer en milieu saumâtre, comme dans les estuaires. Cosmopolite, elle vit aussi bien dans l'étage médiolittoral que dans l'étage infralittoral, en milieu battu comme abrité.